# Capela de São Isidoro (Entradas)
A Capela de São Isidoro é um edifício religioso e um sítio arqueológico situado nas imediações da vila de Entradas, no Município de Castro Verde, em Portugal. No local onde se ergue a capela foram encontrados os vestígios de grandes construções da época romana, provavelmente uma villa.

## Descrição e história
A capela está situada junto a um Monte com o mesmo nome, a cerca de três quilómetros de distância da vila de Entradas. É dedicada ao arcebispo espanhol Isidoro de Sevilha. O edifício da capela é muito parecido ao da Ermida de São Martinho, igualmente situada no concelho de Castro Verde, sendo ambos de aparência e volumetria sóbria, e de organização e dimensões semelhantes. A Capela de Santo Isidoro tem cerca de 12 m de comprimento por 6,50 m de largura, e é formada por uma nave de planta rectangular e uma capela-mor de forma quadrangular, divididos por um arco triunfal de volta perfeita. As paredes têm cerca de 1,20 m de espessura, e a nave é coberta por uma abóbada abatida em tijolo cozido, enquanto que a capela-mor possui uma cúpula. Destacam-se as pinturas murais no altar, principalmente o movimento e as cores dos pequenos desenhos de anjos, integrados num estilo popular de influência maneirista.
O local onde se situa este imóvel foi originalmente ocupado por uma villa romana, que incluía um templo, cujos pavimentos, em opus caementium, foram encontrados por debaixo da capela. Este templo poderá depois ter sido reutilizado como basílica paleocristã, com um baptistério no seu interior, enquanto que proximidades situa-se um grande cemitério igualmente do período paleocristão, onde foi descoberta uma tampa de sepultura em mármore de São Brissos. A villa romana seria de grandes dimensões, com uma área edificada superior a 25 000 m², tendo sido encontrados muitos vestígios das suas estruturas, incluindo uma grande quantidade de ruínas e materiais de construção, pavimentos em mosaico, além de fragmentos de peças de vidro decorado. O local terá sido ocupado originalmente até aos séculos VI ou VII d.C.
Desconhece-se a data de construção da capela, mas os registos da visitação da Ordem de Santiago de 1566 referem que a ermida era já muito antiga nessa altura, e que estava situada num reguengo daquela ordem religiosa. Segundo esta descrição, as paredes eram em pedra e barro sem reboco, enquanto que a cobertura era em telha vã. O edifício teria um adro, e um alpendre de uma só água na entrada. No seu interior, situava-se um altar em alvenaria e barro, com uma imagem de Santo Isidoro. Nas Memórias Paroquiais de 1758, refere-se que a ermida tinha sido «feita de abóbada» com os fundos da Igreja Matriz de Entradas, segundo ordens de 1868 do rei D. Pedro. Depois de ter passado várias décadas em estado de ruína, o edifício foi alvo de um profundo processo de reabilitação, por parte da Junta de Freguesia de Entradas e da Câmara Municipal de Castro Verde. Em 2012, a Junta de Freguesia organizou uma série de eventos comemorativos dos quinhentos anos da carta de foral de Entradas, que incluíram a realização de uma romaria até à Igreja de Santo Isidoro em Outubro.